# Россиф, Фредерик
Фредери́к Росси́ф (фр. Frédéric Rossif; 14 августа 1922, Цетине, Королевство Сербов, Хорватов и Словенцев, ныне Черногория — 18 апреля 1990, Париж, Франция) — французский режиссёр, сценарист, актёр и продюсер.

## Биография
Родился на Балканах. На рубеже 1930—1940 годов учился в Риме. В годы Второй мировой войны потерял семью. С 1944 года служил во Французском Иностранном легионе. После окончания войны поселился в Париже. Работал в клубе Сен-Жермен (Le Club Saint-Germain), где познакомился с Жаном-Полем Сартром, Борисом Вианом, Альбером Камю, Эрнестом Хемингуэем, Малькольмом Лаури и другими деятелями культуры. С 1948 года активно сотрудничал с Французской синематекой, в сотрудничестве с которой в частности организовал фестиваль в Антибе в 1949—1950 годах; в 1948—1951 годах был директором синематеки. С 1951 года работал на телевидении. Был продюсером, ставил документальные фильмы. Будучи последователем Эсфири Шуб, снял несколько монтажных фильмов («Непредвиденные новости», «Времена гетто», «О наших временах», «Умереть в Мадриде», «Октябрьская революция», «Свидетель», «Почему Америка?»). Обращался также к научно-популярному кинематографу («Животные», «Дикий праздник») и игровому кино («Музыкальная трагедия», «Так же далеко, как любовь»). Часто сам писал сценарии к собственным лентам. Известен своим сотрудничеством с композиторами Морисом Жарром и Вангелисом.
Член жюри 25-го Каннского кинофестиваля (председатель по короткометражным фильмам).
Похоронен на кладбище Монпарнас.

## Избранная фильмография

### Режиссёр
- 1956 — 1966 — Кинопанорама / Cinépanorama (сериал)
- 1958 — История слонов
- 1959 —  / Vel' d'Hiv (к/м)
- 1960 — Моментальная съемка
- 1961 — Непредвиденные новости
- 1961 — Времена гетто Варшавском гетто / Le temps du ghetto
- 1962 — О наших временах
- 1963 — Умереть в Мадриде[1] / Mourir à Madrid
- 1963 —  / Pour l'Espagne (к/м)
- 1965 — Животные / Les animaux
- 1967 — Октябрьская революция[2] / Révolution d'octobre
- 1967 — Свидетель
- 1968 — Король Баварии[3] / Roi de Bavière (ТВ)
- 1968 — Орсон Уэллс[4] / Portrait: Orson Welles (ТВ, к/м)
- 1969 — Почему Америка? / Pourquoi L'Amerique
- 1969 — Музыкальная трагедия / Musical Tragedy
- 1971 — Так же далеко, как любовь / Aussi loin que l'amour
- 1971 — Живность / Les Animaux
- 1972 — Стены Иерусалима / Un mur à Jerusalem (с Альбером Кноблером)
- 1972 — Апокалипсис животных / L'apocalypse des animaux (ТВ)
- 1973 —  / Verve (к/м)
- 1973 — Дикий праздник / La fête sauvage
- 1974 —  / Le cantique des créatures: Georges Mathieu ou La fureur d'être
- 1975 — Жорж Брак, или Другие времена[5] / Le cantique des créatures: Georges Braque ou Le temps différent
- 1980 —  / L'Arbre de vie[6]
- 1982 — Пабло Пикассо / Le cantique des créature: Pablo Picasso pintor
- 1982 — Брель[7] / Brel
- 1984 — Дикие и прекрасные / Sauvage et beau
- 1994 —  / De Nuremberg à Nuremberg

### Сценарист
- 1961 — Времена гетто / Le temps du ghetto
- 1963 — Умереть в Мадриде / Mourir à Madrid
- 1963 —  / Pour l'Espagne (к/м)
- 1967 — Октябрьская революция / Révolution d'octobre
- 1968 — Король Баварии / Roi de Bavière (ТВ)
- 1968 — Орсон Уэллс / Portrait: Orson Welles (ТВ, к/м)
- 1971 — Всё что касается любви / Aussi loin que l'amour
- 1972 — Стены Иерусалима / Un mur à Jerusalem
- 1973 —  / Verve (к/м)
- 1975 — Жорж Брак, или Другие времена / Le cantique des créatures: Georges Braque ou Le temps différent
- 1982 — Брель / Brel

### Актёр
- 1966 — Таков порядок / Voilà l'ordre (к/м)
- 1990 — Тётушка Даниэль / Tatie Danielle — мужчина в озере

### Продюсер
- 1956 — 1966 — Кинопанорама / Cinépanorama (сериал)

## Награды
- 1963 — премия Жана Виго («Умереть в Мадриде»)
- 1966 — номинация на «Оскар» за лучший документальный полнометражный фильм («Умереть в Мадриде»)
- 1968 — Награда имени Роберта Флаэрти за лучший документальный фильм BAFTA («Умереть в Мадриде»)
- 1968 — «Золотой медведь» за лучший короткометражный фильм 18-го Берлинского международного кинофестиваля («Орсон Уэллс»)